# Миния
Миния (на литовски: Minija) е река в западната част на Литва, десен приток на Неман. Дължина – 213 km. Площ на водосборния басейн – 2980 km².
Река Миния изтича от западния ъгъл на езерото Дидовас, разположено на 158,7 m н.в., в западната част на Жамайтското възвишение, отстоящо на около 14 km южно от град Телшяй. В горното си течение тече на запад през Жамайтското възвишение и има бързеи и малки прагове. След устието на десния си приток Салантас завива на юг, навлиза в крайбрежната равнина и до устието си тече успоредно на балтийското крайбрежие. Влива се чрез два ръкава в делтата на река Неман (ръкава Атмата). Основни притоци: леви – Пала, Жаялса, Скиния; десни – Дилбе, Вилка, Вешдауба, Саусдрава, Бабрунгас, Мишупе, Салантас. Има смесено подхранване с преобладаване на дъждовното. Пълноводие от октомври до април. Среден годишен отток на 93 km от устието 15,4 m³/sec. От декември до март се заледява. В долното си течение е плавателна за плиткогазещи съдове. Чрез Клайпедския канал е свързана с Курския залив на Балтийско море. По течението на реката са разположени множество населени места, в т.ч. градовете Гаргждай и Прекуле.